# Esveltesa
En arquitectura, la ràtio d'esveltesa, o simplement esveltesa, és el quocient entre la base d'un edifici i la seva altura.
Els enginyers estructurals generalment consideren esvelts aquells gratacels amb una ràtio mínima de 1:10 o 1:12. Les torres esveltes requereixen adoptar mesures específiques per contrarestar les elevades forces de vent en els voladissos verticals, com incloure estructura addicional per a dotar-lo de major rigidesa a l'edifici o diversos tipus d'amortidors de massa per evitar el balanceig indesitjat.
El gratacel més esvelt del món és des del 2019 el 111 West 57th Street de Nova York, que amb 80 plantes i 438 metres d'altura posseeix un extraordinari ràtio d'esveltesa de 1:23. L'esveltesa extrema és cosa característica en ciutats com Hong Kong, on hi ha més edificis en forma de llapis que en qualsevol altre lloc del món, i més recentment a Nova York.

## Exemples d'esveltesa en gratacels
| Edifici              | Ciutat    | Plantes | Altura (m) | Ratio d'esveltesa | Any  | Imatge |
| -------------------- | --------- | ------- | ---------- | ----------------- | ---- | ------ |
| 111 West 57th Street | Nova York | 80      | 438        | 1:23              | 2019 |        |
| Highcliff            | Hong Kong | 73      | 252        | 1:20              | 2003 |        |
| 150 North Riverside  | Chicago   | 54      | 228        | 1:20 (base)       | 2017 |        |
| 432 Park Avenue      | Nova York | 85      | 425        | 1:15              | 2015 |        |
| One Madison Park     | Nova York | 50      | 188        | 1:12              | 2013 |        |